# Faire (livre)
Pour les articles homonymes, voir Faire.
Faire est un livre au nom de François Fillon mais écrit par Maël Renouard et Alexandre Lemarié, publié le 12 septembre 2015 par les Éditions Albin Michel. Dans ce livre, il dresse un bilan de la situation du pays, livre une analyse de son action lorsqu'il était au pouvoir et formule des propositions,,,.

## Genèse de l'ouvrage

### Écriture
François Fillon se déclare candidat à la primaire « ouverte » de la droite et du centre le 9 mai 2013, au cours d'une visite au Japon.
Les Éditions Albin Michel signent avec François Fillon en 2013 lorsque celui était décidé à sortir un livre, mais « son contenu relevait encore du mystère le plus absolu ». Le directeur éditorial d’Albin Michel mentionne que, « le moment venu », il a fallu « pousser un peu » l'auteur pour qu’il accepte d'évoquer son expérience personnelle à Matignon et ses passions.
Le 15 avril 2015, François Fillon confirme sa candidature à la primaire,.

### Publication
Avec près de 75 000 exemplaires écoulés en 2015, il s'agit du 2e livre de personnalité politique le plus vendu cette année-là,. Fin 2016, plus de 100 000 exemplaires s'étaient écoulés depuis le lancement.
À partir de 2017, le Parquet national financier enquête sur les conditions dans lesquelles l'assistant parlementaire Maël Renouard a été embauché sur des fonds publics pour écrire ce livre qui a rapporté 550 000 € à François Fillon.

## Thèmes

### La dette
François Fillon revient sur sa célèbre phrase « Je suis à la tête d’un État en faillite, sur le plan financier. Je suis à la tête d’un État qui est, depuis quinze ans, en déficit chronique. Je suis à la tête d’un État, qui n’a jamais voté un budget, en équilibre depuis vingt-cinq ans. Ça ne peut pas durer », prononcée le 21 septembre 2007 à Calvi en Corse, lors d’une rencontre avec des représentants du monde agricole,
,
. Pour lui, les différents gouvernements ont occulté cette vérité, avec cette dette qui menace de « compromettre notre souveraineté », et notre « capacité à faire des choix libres », fait « peser sur les générations futures un immense fardeau » et plombe l’activité de la France et sa croissance.

### La liberté
François Fillon défend « un projet de libération massive de l’économie », et souhaite que la France replace la liberté dans son cœur : « la liberté de travailler, la liberté de tirer profit de son travail, la liberté de chercher, d’innover, de s’exprimer ».

### Dépense publique
François Fillon chiffre à plus de cent milliards d’euros d’économies l’effort à fournir entre 2017 et 2022 pour redresser les finances publiques et lancer le « processus du désendettement ».

### Équilibre des comptes sociaux
En vue de garantir l'équilibre des comptes sociaux, François Fillon souhaite financer les retraites, qui représentent près de 14 % du PIB, par un départ à 65 ans comme dans la majeure partie des pays européens.

## Accueil du livre
Le Figaro décrit un livre-programme détaillant la stratégie de « la thérapie de choc » qu'il veut administrer à la France en 2017 et pour « redonner à la France sa « liberté » ». Pour Les Échos, François Fillon évoque dans cet ouvrage une partie de son programme et se livre sur son histoire familiale, sa relation avec Nicolas Sarkozy durant le précédent quinquennat. Valeurs actuelles évoque un « programme de rupture « radicale » et sur un travail de fond avec ses experts », abordant aussi bien « les questions politiques que personnelles ».
France Culture souligne que François Hollande, qui avait gagné les primaires du Parti socialiste en 2011 en partant avec des intentions de vote très faibles, avait été, comme François Fillon, l’un des premiers candidats à développer un programme complet. France Culture rappelle également que François Fillon maîtrise cet exercice d'écriture de livre-programmatique puisque « c’est lui qui avait en partie rédigé le programme de Jacques Chirac en 2002 et celui de Nicolas Sarkozy en 2007 ».

## Conséquences
Au premier tour de la primaire de la droite et du centre, le 20 novembre, François Fillon obtient 1 890 266 voix, soit 44,1 % des suffrages exprimés, devant Alain Juppé, qui obtient la deuxième place avec 28,6 % des voix. Il s'agit, pour Jean-Daniel Lévy, directeur du département Politique et Opinion de Harris Interactive, d'une dynamique d'une puissance inédite dans l'histoire électorale française ; selon lui, « jamais un candidat n’avait réussi à émerger d’une manière aussi nette et rapide aux yeux des Français ».
Le 27 novembre 2016, à l'issue d'un second tour ayant mobilisé 4,4 millions d'électeurs, François Fillon l'emporte largement sur Alain Juppé, avec 66,5 % des voix. Le conseil national des Républicains valide sa nomination le 14 janvier 2017.